# Aeroporto di Gerona
L'Aeroporto di Gerona-Costa Brava (IATA: GRO, ICAO: LEGE), noto anche come Barcelona-Girona ("Barcellona-Gerona"), è un aeroporto spagnolo della Catalogna che si trova a circa 13 chilometri dalla città di Gerona servendo così l'intera Costa Brava, e a 74 chilometri da Barcellona.
Dopo un alto tasso di crescita nei primi anni del 2000, soprattutto grazie al fatto di essere uno dei principali scali della compagnia irlandese Ryanair in Europa, l'aeroporto ha visto diminuire il numero dei propri passeggeri negli anni 2010.

## Statistiche
Numero di passeggeri dal 1997 al 2016:
| Anno | Passeggeri |
| ---- | ---------- |
| 1997 | 533.445    |
| 1998 | 610.607    |
| 1999 | 631.235    |
| 2000 | 651.402    |
| 2001 | 622.410    |
| 2002 | 557.187    |
| 2003 | 1.448.796  |
| 2004 | 2.962.988  |
| 2005 | 3.533.567  |
| 2006 | 3.614.223  |
| 2007 | 4.848.604  |
| 2008 | 5.507.294  |
| 2009 | 5.286.975  |
| 2010 | 4.863.954  |
| 2011 | 3.007.649  |
| 2012 | 2.844.571  |
| 2013 | 2.736.867  |
| 2014 | 2.160.646  |
| 2015 | 1.775.318  |
| 2016 | 1.664.763  |

## Collegamenti
L'aeroporto è raggiungibile con tre principali collegamenti stradali:
- E-15/AP-7, autostrada a pagamento fino a Perpignano in Francia (tranne il tratto Vilademuls - Fornells de la Selva che è gratuito)
- C-25 (Lleida - Gerona)
- N-II, (Madrid - Barcellona - Perpignano)

Sono 5 le principali autolinee che collegano l'aeroporto:
- Aeroporto - Barcellona (1:10 la percorrenza media)
- Aeroporto - Costa Brava/Maresme
- Aeroporto - Costa Brava nord
- Aeroporto - Gerona (25 minuti la percorrenza media).
- Aeroporto - Perpignano in Francia.

L'aeroporto non è collegato alla linea ferroviaria. La più vicina è quella di Gerona.